# Nicolas Dumont
Nicolas Dumont (Auxerre, Francia; 15 de junio de 1973 – Petit-Bourg, Isla de Guadalupe; 10 de julio de 2025) fue un ciclista francés especialista en ciclismo en ruta.

## Equipos
| Periodo   | Equipo                       |
| --------- | ---------------------------- |
| 1996      | VC Pontivy                   |
| 1997-1999 | CC Étupes                    |
| 1999-2000 | Besson Chaussures            |
| 2001      | Phonak Hearing Systems       |
| 2002-2003 | CC Étupes                    |
| 2004-2011 | US Lamentin                  |
| 2013      | VC Grand-Case                |
| 2015-2017 | VC Grand-Case                |
| 2019-2021 | Carène Cycling Développement |
| 2024      | US Lamentin                  |

## Resultados
1996
- Ganador etapa 4 del Tour de l'Ain
- Ganador etapa 2b del Ronde de l'Isard

1998
- Tercer lugar del Tour du Finistère

2000
- Cuarto lugar del Tour du Doubs
- Quinto lugar del GP de Villers-Cotterêts

2002
- Ganador del Circuit des Ardennes
- Ganador del Grand Prix des Marbriers
- Segundo lugar del Ruban Granitier Breton

2003
- Segundo lugar del Tour du Jura
- Tercer lugar del Circuit des Ardennes

2004
- Tercer lugar del Tour de Guadeloupe

- Ganador de la etapa 5

2007
- Ganador de la etapa 2 de la Vuelta a la Independencia Nacional
- Segundo lugar del Tour de la Guadeloupe

2009
- Ganador del Tour de Guadeloupe

- Ganador de la etapa 2b (contrarreloj por equipos) & la 8b

2012
- Noveno lugar del Tour de Guadeloupe

## Muerte
Nicolas Dumont murió en Petit-Bourg, Guadeloupe el 10 de julio de 2025 a los 52 años como resultado de un accidente de tráfico mientras entrenaba.